# Guglielmo Carbone
Guglielmo Carbone (Napoli, 1350 circa – Napoli, 22 novembre 1418) è stato un cardinale italiano.
Fu nominato cardinale della Chiesa cattolica dall'antipapa Giovanni XXIII: non essendo stato nominato da un papa legittimo, viene considerato uno pseudocardinale, fino alla conferma da parte di papa Martino V.

## Biografia
Figlio del patrizio napoletano Pietro e della nobildonna Isabella Boccapianola, fu Vescovo di Chieti e venne nominato cardinale (o, meglio, pseudocardinale) dall'antipapa Giovanni XXIII nel concistoro del 6 giugno 1411: ricevette il titolo presbiterale di Santa Balbina.
Anche un suo fratello maggiore, il vescovo di Monopoli frate Francesco Carbone, fu creato cardinale da papa Urbano VI.